# فيلي ستيوارت
فيلي ستيوارت (بالإنجليزية: Willie Stewart)‏ (11 فبراير 1872 في المملكة المتحدة - 1 يناير 1945) هو لاعب كرة قدم بريطاني (وحمل سابقاً جنسية المملكة المتحدة لبريطانيا العظمى وأيرلندا) في مركزي الدفاع والهجوم. لعب مع مانشستر يونايتد ونادي دندي ونادي لوتون تاون ونادي ميلوول ووست هام يونايتد وDundee Our Boys F.C. ‏.